# Womannequin
Womannequin è l'EP di debutto della cantante britannica Natalia Kills, registrato sotto il nome di Natalia Cappuccini.
L'album è stato pubblicato il 9 ottobre del 2008 ed ha suscitato discreto successo.

## Tracce
1. Real Woman
2. Numerology
3. Body Body Language
4. Chivarly Is Dead
5. Plain Jane